# Hans-Udo Muzel
Hans-Udo Muzel ist ein deutscher Diplomat. Er war von 2015 bis 2020 Botschafter in Katar und von 2020 bis 2024 Botschafter im Iran.

## Leben
Muzel absolvierte nach dem Abitur ein Studium der Verwaltungswissenschaften. Außerdem studierte er Arabisch und Geschichte am Middle East Centre London, der Universität von Jordanien und der Universität Kuwait. Er leistete Wehrdienst bei der Marine. Später begann er den Vorbereitungsdienst für den höheren Auswärtigen Dienst. Zu Beginn seiner Laufbahn war er stellvertretender Missionschef an den deutschen Botschaften in Amman und Kuwait und hatte verschiedene andere Positionen im Auswärtigen Amt sowie als Austauschdiplomat in der Generaldirektion Naher Osten des niederländischen Außenministeriums in Den Haag inne. Weitere Auslandsaufenthalte absolvierte er in Maskat, Rabat und Kuala Lumpur. 2006 fungierte er als Leiter der Kulturabteilung an der Botschaft in den Niederlanden. Bis 2015 war er Direktor der Task Force für internationale Konferenzen und Gipfeltreffen sowie der Task Force für die deutsche G7-Präsidentschaft im Auswärtigen Amt.
2015 wurde Muzel als Nachfolger von Angelika Renate Storz-Chakarji Botschafter der Bundesrepublik Deutschland in Katar. Am 27. Oktober 2015 ist er vom Emir des Staates Katar, Scheich Tamim bin Hamad bin Khalifa Al-Thani, zur Überreichung seines Beglaubigungsschreibens empfangen worden.
Am 29. September 2020 wurde Muzel vom Präsidenten der Islamischen Republik Iran, Hassan Rohani zur Übergabe seiner Beglaubigungsurkunde als Deutscher Botschafter im Iran empfangen. Am 20. Dezember 2023 wurde Muzel in seiner Funktion als Botschafter vom Iran einbestellt. Grund war ein Urteil des Oberlandesgerichts Düsseldorf gegen einen Deutsch-Iraner, der einen Brandanschlag auf eine Synagoge in Bochum geplant haben soll. Aus Protest gegen das Verbot des Islamischen Zentrum Hamburg wurde Muzel vom iranischen Außenministerium im Juli 2024 einbestellt. Im Herbst 2024 trat Muzel in den Ruhestand.
Im Juni 2025 wurde er vom Auswärtigen Amt gebeten, als Ruhestandsbeamter die deutsche Präsenz als Geschäftsträger in Katar aufrechtzuerhalten.